# Tampa Red
Tampa Red, nome d'arte di Hudson Woodbridge o Hudson Whittaker (Albany, 8 gennaio 1904 – Chicago, 19 marzo 1981), è stato un cantante e musicista statunitense che ha avuto grande influenza sulla musica blues del suo tempo.
Il suo nome deriva da quello della città di Tampa e dal colore rosso dei suoi capelli.
Nel 1940 fu il primo a incidere su disco il brano It Hurts Me Too, divenuto poi uno standard inciso in cover da molti artisti, fra cui Bob Dylan che ne inserì una personale versione nell'album Self Portrait.
Altri suoi successi sono stati Sitting on Top of the World, brano probabilmente da lui composto ed inciso alla chitarra nel 1929 con Leroy Carr  e Scrapper Blackwell, e You Missed A Good Man.

## Biografia
Nativo della Georgia (nacque nella cittadina di Smithville, che fa parte del comprensorio urbano di Albany), è ricordato per l'originale stile bottleneck con cui usava suonare la chitarra acustica e quella resofonica. Suonava anche il kazoo e il pianoforte e per diverso tempo fu bandleader di un gruppo musicale chiamato Tampa Red and His Chicago Five.
La sua tecnica formalmente corretta e pulita e l'abilità compositiva hanno avuto grande influenza su diversi chitarristi blues dell'area di Chicago tanto da portare alla creazione di uno stile propriamente chiamato Chicago blues. Fra i suoi emuli figurano Big Bill Broonzy, Robert Nighthawk, Muddy Waters, Elmore James, Mose Allison e molti altri. Suonò anche con Memphis Minnie.
Nel corso della carriera, durata oltre trent'anni, ha inciso molti album discografici con brani pop, blues e r&b. Divenuto dipendente dall'alcoll nel 1953 alla morte della moglie, è morto nel 1981 a Chicago all'età di 77 anni.

## Principali brani
- The Duck Yas-Yas-Yas (1929)
- Turpentine Blues (1932)
- Western Bound Blues (1932)
- You Can't Get That Stuff No More (1932)
- Black Angel Blues (1934) - ripresa poi da B.B. King con il titolo Sweet Little Angel
- Dead Cats On The Line (1934)
- Kingfish Blues (1934)
- Mean Mistreater Blues (1934)
- Sugar Mama (1934)
- Mean Old Tom Cat Blues (1935)
- Waiting blues (1935)
- Seminole blues (1937)
- Blues for My Baby (1938)
- Love Her with a Feeling (1938)
- Anna Lou Blues (1940)
- Don't You Lie to Me (1940)
- Don t Deal with the Devil (1941)
- It Hurts Me Too (1941) - incisa poi da Bob Dylan
- Lula Mae (1944)
- Crying Won't Help You (1946)

## Discografia
La sua opera integrale è disponibile su Tampa Red vol. 1 à 15
- Tampa Red, 1934-38 vol.1 & 2 (RCA)
- The guitar wizard (Columbia)
- Tampa Red (EPM)
- It hurts me too (Indigo)
- Bottleneck guitar (Yazoo)
- Le coffret Tampa Red : The blues (Frémeaux & Associés)